# Entebbe
Entebbe är en stad i centrala Uganda och är belägen i Wakisodistriktet, cirka 30 kilometer sydväst om Kampala. Staden ligger vid Victoriasjöns kust och har cirka 100 000 invånare. Ugandas största flygplats, Entebbes internationella flygplats, är belägen på en halvö i stadens sydvästra utkant.

## Etymologi
Namnet på staden kommer från luganda och betyder säte; troligen från det faktum att de bugandiska kungarna höll lagråd här.

## Historia
Staden blev 1976 känd för Operation Entebbe, ett blodigt fritagningsdrama då den israeliska militären fritog gisslan från ett kapat flygplan, och samtidigt dödade sex av flygplanskaparna, 45 ugandiska soldater och tre ur gisslan.
Innan självständigheten 1962 fungerade Entebbe som administrativ huvudstad i det brittiska Ugandaprotektoratet.

## Natur
I området har den tropiska växten Eriosema Velutinum beskrivits av Fyffe 1909.

## Vänorter
- Kalmar, Sverige